# Joël Veltman
Joël Ivo Veltman (* 15. ledna 1992 Velsen) je nizozemský profesionální fotbalista, který hraje na pozici pravého či středního obránce za anglický klub Brighton & Hove Albion FC a za nizozemský národní tým. Účastník Mistrovství světa 2014 v Brazílii.

## Klubová kariéra
Profesionální fotbalovou kariéru zahájil v roce 2012 v Ajaxu, klubu, ve kterém prošel proslulou mládežnickou akademií. Debutoval 19. srpna 2012 v utkání Eredivisie proti domácímu NEC Nijmegen (výhra Ajaxu 6:1, šel na hřiště v 79. minutě).
S Ajaxem vyhrál k roku 2014 dvakrát ligovou soutěž Eredivisie (2012/13, 2013/14) a jednou Johan Cruijff Schaal (nizozemský Superpohár v roce 2013).

## Reprezentační kariéra
Joël Veltman byl členem nizozemských mládežnických výběrů od kategorie U17.
Zúčastnil se Mistrovství Evropy hráčů do 17 let 2009, kde ve finále mladí Nizozemci podlehli domácím Němcům 1:2 po prodloužení.

Zúčastnil se i Mistrovství světa hráčů do 17 let 2009 v Nigérii, kde Nizozemci nepostoupili ze základní skupiny C.
V A-mužstvu Nizozemska debutoval pod trenérem Louisem van Gaalem 19. listopadu 2013 v přátelském zápase s Kolumbií v Amsterdam Areně. Nastoupil na hřiště v základní sestavě, Nizozemci remizovali s jihoamerickým soupeřem 0:0.
Trenér Louis van Gaal jej vzal na Mistrovství světa 2014 v Brazílii. Nizozemci se dostali do boje o třetí místo proti Brazílii, vyhráli 3:0 a získali bronzové medaile. V tomto zápase nastoupil v jeho závěru.